# Teatro El Rey
El Teatro El Rey (en inglés: El Rey Theatre) es actualmente un lugar de música en vivo en la zona de Miracle Mile de la región de Mid-Wilshire en Los Ángeles, California, Estados Unidos. Este edificio art deco fue diseñado por Clifford A. Balch (que diseñó más de veinte salas de cine de art deco alrededor del Sur de California). Gran parte del teatro, incluyendo el vestíbulo, todavía conserva sus raíces art deco, admirado por su diseño aerodinámico y Zigzag Moderno. El Rey fue construido originalmente en 1936. como un cine de pantalla única y funcionó como una sala de cine durante casi 50 años. Desde la década de 1980 a principios de 1990 Teatro El Rey era un club de música de baile llamado Wall Street, pero desde 1994 este teatro ha sido un lugar de música en vivo. Tiene capacidad para 771 personas y también tiene un balcón VIP en la parte posterior.